# La Chapèla d'Aubenàs
Lachapelle-sous-Aubenas és un municipi francès situat al departament de l'Ardecha i a la regió d'Alvèrnia-Roine-Alps. L'any 2007 tenia 1.402 habitants.

## Demografia

### Població
El 2007 la població de fet de Lachapelle-sous-Aubenas era de 1.402 persones. Hi havia 520 famílies de les quals 128 eren unipersonals (52 homes vivint sols i 76 dones vivint soles), 164 parelles sense fills, 168 parelles amb fills i 60 famílies monoparentals amb fills.
La població ha evolucionat segons el següent gràfic:
Habitants censats

### Habitatges
El 2007 hi havia 609 habitatges, 524 eren l'habitatge principal de la família, 36 eren segones residències i 49 estaven desocupats. 526 eren cases i 83 eren apartaments. Dels 524 habitatges principals, 360 estaven ocupats pels seus propietaris, 157 estaven llogats i ocupats pels llogaters i 7 estaven cedits a títol gratuït; 1 tenia una cambra, 25 en tenien dues, 77 en tenien tres, 162 en tenien quatre i 259 en tenien cinc o més. 443 habitatges disposaven pel capbaix d'una plaça de pàrquing. A 205 habitatges hi havia un automòbil i a 274 n'hi havia dos o més.

### Piràmide de població
La piràmide de població per edats i sexe el 2009 era:
| Homes | Edats   | Dones |
| ----- | ------- | ----- |
| 4     | 95 o +  | 4     |
| 0     | 90 a 94 | 0     |
| 4     | 85 a 89 | 8     |
| 4     | 80 a 84 | 8     |
| 16    | 75 a 79 | 16    |
| 16    | 70 a 74 | 12    |
| 16    | 65 a 69 | 28    |
| 24    | 60 a 64 | 36    |
| 40    | 55 a 59 | 32    |
| 60    | 50 a 54 | 36    |
| 60    | 45 a 49 | 56    |
| 80    | 40 a 44 | 60    |
| 76    | 35 a 39 | 56    |
| 40    | 30 a 34 | 20    |
| 56    | 25 a 29 | 32    |
| 20    | 20 a 24 | 12    |
| 36    | 15 a 19 | 48    |
| 40    | 10 a 14 | 56    |
| 32    | 5 a 9   | 28    |
| 32    | 0 a 4   | 28    |

## Economia
El 2007 la població en edat de treballar era de 982 persones, 685 eren actives i 297 eren inactives. De les 685 persones actives 614 estaven ocupades (334 homes i 280 dones) i 71 estaven aturades (40 homes i 31 dones). De les 297 persones inactives 92 estaven jubilades, 68 estaven estudiant i 137 estaven classificades com a «altres inactius».

### Ingressos
El 2009 a Lachapelle-sous-Aubenas hi havia 540 unitats fiscals que integraven 1.334,5 persones, la mediana anual d'ingressos fiscals per persona era de 17.715 €.

### Activitats econòmiques
Dels 78 establiments que hi havia el 2007, 1 era d'una empresa extractiva, 4 d'empreses alimentàries, 5 d'empreses de fabricació d'altres productes industrials, 21 d'empreses de construcció, 17 d'empreses de comerç i reparació d'automòbils, 1 d'una empresa de transport, 3 d'empreses d'hostatgeria i restauració, 2 d'empreses d'informació i comunicació, 5 d'empreses immobiliàries, 6 d'empreses de serveis, 9 d'entitats de l'administració pública i 4 d'empreses classificades com a «altres activitats de serveis».
Dels 30 establiments de servei als particulars que hi havia el 2009, 3 eren tallers de reparació d'automòbils i de material agrícola, 5 paletes, 7 guixaires pintors, 1 fusteria, 6 lampisteries, 2 electricistes, 1 empresa de construcció, 2 perruqueries, 1 restaurant i 2 agències immobiliàries.
Dels 8 establiments comercials que hi havia el 2009, 2 eren fleques, 1 una fleca, 1 una sabateria, 2 botigues de mobles, 1 una botiga de material de revestiment de parets i terra i 1 una joieria.
L'any 2000 a Lachapelle-sous-Aubenas hi havia 17 explotacions agrícoles que ocupaven un total de 50 hectàrees.

## Equipaments sanitaris i escolars
L'únic equipament sanitari que hi havia el 2009 era una farmàcia.
El 2009 hi havia una escola elemental.

## Poblacions properes
El següent diagrama mostra les poblacions més properes.